# Eyyub El-Ensari-moskee
De Eyyub El-Ensari-moskee (ook gespeld als Eyub El Ensari) is een moskee en socioculturele vereniging in de Belgische gemeente Zele. Ze bedient de Turkse gemeenschap in Zele. De moskee werd in 1980 opgericht en is sinds 2005 gehuisvest in een nieuwbouw in de Zwaanstraat, een zijstraat van het marktplein, die werd ontworpen door architect Henk Vanthuyne uit Melle. De moskee is niet erkend door de Vlaamse Gemeenschap.